# بيت داود
قرية بيت داود وهي تابعة لمركز جرجا محافظة سوهاج. وهي واحدة من أقدم القرى التي أنشئت في جرجا، وهي من أقدم القرى على طول خط الحاجر بجرجا، وهي من القرى المندرسة التي أعيد اعمارها من جديد، بمعنى أنها كانت ذات وحدة مالية قائمة بذاتها.
وردت ضمن دليل سنة 1231 هجرية تحت اسم «قرية بيت داود عيسى» ضمن نواحى جرجا، ثم الغيت، وأضيفت إلى قرية العوامر تحت اسم «نجع نجيب داود» ثم اعيد اعمارها من جديد تحت اسم قرية «أولاد داود» ومن سنة 1259 هجرية أصبح اسمها قرية «بيت داود سهل»